# Crna Emanuelle (filmski serijal)
Crna Emanuelle (tal. Emanuelle nera) je talijanski erotski filmski serijal koji je pokušao komericijalizirati profit i uspjeh francuskog erotskog filma Emmanuelle i njegovih nastavaka. Talijanski serijal sastoji se, također, od niza službenih i neslužbenih nastavaka snimanih krajem 1970-ih i početkom 1980-ih godina.

## Filmografija

### Serijal filmova o Crnoj Emanuelle
Originalni film i kasniji nastavci grade svoju priču oko lika Emanuelle, koju u većini filmova tumači Laura Gemser.
| Godina | Film                                 | Glumica                             | Redatelj        |
| ------ | ------------------------------------ | ----------------------------------- | --------------- |
| 1975.  | Crna Emanuelle                       | Laura Gemser                        | Bitto Albertini |
| 1976.  | Crna Emanuelle 2                     | Shulamith Lasri (kao Sharon Leslie) | Bitto Albertini |
| 1976.  | Emanuelle u Bangkoku                 | Laura Gemser                        | Joe D'Amato     |
| 1977.  | Emanuelle u Americi                  | Laura Gemser                        | Joe D'Amato     |
| 1977.  | Emanuelle oko svijeta                | Laura Gemser                        | Joe D'Amato     |
| 1977.  | Emanuelle i posljednji kanibali      | Laura Gemser                        | Joe D'Amato     |
| 1978.  | Emanuelle i trgovina bijelim robljem | Laura Gemser                        | Joe D'Amato     |

### Neslužbeni nastavci
U ovom dijelu navedeni su erotski filmovi u kojima glumi Laura Gemser, ali ne lik Emanuelle. Međutim, s vremenom su i ti filmovi, osobito u svojim engleskim verzijama, preimenovani i promovirani kao filmovi o Crnoj Emanuelli.
| Godina | Film                             | Engleski naziv                                  | Redatelj                           |
| ------ | -------------------------------- | ----------------------------------------------- | ---------------------------------- |
| 1976.  | Emanuelle na zabranjenim otocima | Emmanuelle on Taboo Island                      | Enzo D'Ambrosio i Humberto Morales |
| 1976.  | Crna Emanuelle, Bijela Emanuelle | Black Emmanuelle, White Emmanuelle              | Brunello Rondi                     |
| 1977.  | Sestra Emanuelle                 | Sister Emanuelle                                | Giuseppe Vari                      |
| 1978.  | Emanuelle u prirodi              | Emanuelle in the Country                        | Mario Bianchi                      |
| 1979.  | Emanuelle: Kraljica od Sada      | Emanuelle: Queen of Sados                       | Elia Milonakos                     |
| 1981.  | Božanska Emanuelle               | Divine Emanuelle                                | Christian Anders                   |
| 1982.  | Emanuelle: Kraljica pustinje     | Emanuelle: Queen of the Desert                  | Bruno Fontana                      |
| 1982.  | Nasilje u ženskom zatvoru        | Violence in a Women's Prison/ Emanuelle in Hell | Bruno Mattei                       |
| 1983.  | Emanuelle bježi iz pakla         | Emanuelle Escapes from Hell                     | Bruno Mattei                       |

### Ostali filmovi
- Emanuelle 2 iz 1976. godine redatelja Bitta Albertinija s Shulamith Lasri kao Sharon Leslie u glavnoj ulozi, smatra se neslužbenim nastavkom serijala "Crna Emanuelle", dok se film "Crna Emanuelle: Orijentalna reportaža" ili "Emanuelle u Bangkoku" smatra službenim nastavkom prvijenca.
- Emanuelle i porno noći (1977.) - dokumentarac Bruna Matteia i Joea D'Amata.
- Il Mondo dei sensi di Emy Wong (1977.), film Bitta Albertinija s Chai Lee u glavnoj ulozi, poznat i kao Žuta Emanuelle.

## Zanimljivosti
- Talijanski film Emanuelle bio je napisan se s jednim m u naslovu, za razliku od francuskog filma kako bi se izbjegla eventualna tužba zbog plagiranja.
- Film Emanuelle u Americi sadrži kontroverznu scenu u kojoj gola žena masturbira konju.
- Necenzurirane verzije nekih filmova o Crnoj Emanuelle sadrže eksplicitne scene seksa (Crna Emanuelle (1975.) i Emanuelle - Perché violenza alle donne) u kojima je korištena dublerica.

## Vanjske poveznice
Box set filmova o Crnoj Emanuelle  Arhivirana inačica izvorne stranice od 3. siječnja 2010. (Wayback Machine)